# Pahajärvi (Överkalix socken, Norrbotten)
Pahajärvi är en sjö i Överkalix kommun i Norrbotten och ingår i Kalixälvens huvudavrinningsområde. Sjön har en area på 0,132 kvadratkilometer och ligger 128,6 meter över havet.

## Delavrinningsområde
Pahajärvi ingår i det delavrinningsområde (741813-179681) som SMHI kallar för Mynnar i Kvarnån. Medelhöjden är 226 meter över havet och ytan är 28,56 kvadratkilometer. Det finns inga avrinningsområden uppströms utan avrinningsområdet är högsta punkten. Turpasbäcken som avvattnar avrinningsområdet har biflödesordning 3, vilket innebär att vattnet flödar genom totalt 3 vattendrag innan det når havet efter 118 kilometer. Avrinningsområdet består mestadels av skog (87 procent) och sankmarker (11 procent). Avrinningsområdet har 0,13 kvadratkilometer vattenytor vilket ger det en sjöprocent på 0,5 procent.